# Аулов, Василий Иванович
Васи́лий Ива́нович Ау́лов (28 июня [11 июля] 1911 года — 30 января 1967 года) — советский офицер, участник Великой Отечественной войны, командир батальона 936-го стрелкового полка 254-й стрелковой дивизии 52-й армии 2-го Украинского фронта, капитан.
Герой Советского Союза (13.09.1944), подполковник запаса с 1955 года.

## Биография
Родился 19 июля 1911 года в селе Голожохово Раненбургского уезда Рязанской губернии в крестьянской семье. Русский. Получил неполное среднее образование.
В 1939 году был призван в Красную армию. В 1940 году окончил курсы усовершенствования командного состава (КУКС).
В боевых действиях Великой Отечественной войны с июня 1941 года. Война застала старшего лейтенанта Аулова в Латвии, в 80 км от границы. Был дважды ранен, после излечения в госпитале возвращался на фронт. Воевал в районе города Ленинграда, участвовал в Корсунь-Шевченковской операции, освобождал Украину и Молдавию.
5 марта 1944 года при прорыве обороны противника в районе деревни Кобыляки (Звенигородский район Черкасской области Украины) капитан Аулов находился в боевых порядках подразделений. Под огнём противника личным примером поднял бойцов, и батальон штурмом овладел опорным пунктом, взяв в плен 34 гитлеровца. 9 марта, используя обходной манёвр, первым со своим батальоном ворвался в город Умань и прочно закрепился на занятом рубеже.
Развивая наступление, батальон капитана Аулова первым форсировал реки Южный Буг (13 марта), Днестр (17 марта) и, закрепившись на западном берегу, обеспечивал переправу подразделений полка и дивизии. 28 марта сходу форсировал реку Прут, овладев селом Сорки (севернее города Яссы, Румыния). В этих боях комбат был дважды ранен, но не ушёл с поля боя. Командиром полка был представлен к награждению орденом Ленина.
Указом Президиума Верховного Совета СССР от 13 сентября 1944 года за мужество, отвагу и героизм, проявленные в борьбе с немецкими захватчиками, капитану Аулову Василию Ивановичу присвоено звание Героя Советского Союза с вручением ордена Ленина и медали «Золотая Звезда» (№ 4672).
После войны остался в армии. В 1946 году окончил курсы «Выстрел». С 1955 года подполковник Аулов в запасе.
Жил в городе Рязани. Вел большую военно-патриотическую работу. Скончался 30 января 1967 года.

## Награды
- Медаль «Золотая Звезда» Героя Советского Союза (№ 4672)
- Орден Ленина
- Орден Отечественной войны I степени
- Орден Красной Звезды
- Медали, в том числе:
  - Медаль «За победу над Германией в Великой Отечественной войне 1941—1945 гг.»
  - Юбилейная медаль «Двадцать лет Победы в Великой Отечественной войне 1941—1945 гг.»

## Память
- Похоронен на Скорбященском кладбище (Рязань).